# 小行星2906
小行星2906（2906 Caltech）是一颗绕太阳运转的小行星，为主小行星带小行星。该小行星于1983年1月13日发现。
該小行星以加州理工學院命名。

## 轨道参数
小行星2906的轨道半长轴为3.1631710 UA，离心率为0.113。